# قائمة أنهار السودان
هذه هي قائمة بالجداول المائية والأنهار في السودان مرتبة جغرافيا من حوض الصرف.

## تتدفق إلى البحر الأبيض المتوسط
- نهر النيل
  - نهر عطبرة
    - نهر القاش (لا يصل إلا إلى نهر عطبرة في أوقات الطوفان)
    - نهر سيتيت
    - نهر عنقريب (أو نهر عنقريب الأكبر)
    - نهر باسلام

  - النيل الازرق: ينبع النيل الأزرق من بحيرة تانا الواقعة في مرتفعات إثيوبيا بشرق القارة الأفريقية وتغذية بـ 7% فقط من إيراده في المتوسط [1] ويغذيه عدد من الروافد بالمتبقي. يلتقي بنهري الرهد والدندر داخل الأراضي السودانية. ويطلق عليه اسم أبّاي አባይ (باللغة الأمهرية) بينما يطلق عليه اسم «النيل الأزرق» بعد عبوره الحدود الإثيوبية السودانية. ويستمر هذا النيل حاملًا اسمه السوداني في مسار طوله 1,400 كيلومتر، (850 ميل) حتى يلتقي بالفرع الآخر – «النيل الأبيض» – في المقرن بالخرطوم ليشكلا معا من تلك النقطة، مرورًا بأراضي مصر، وحتى المصب في البحر المتوسط، ما يعرف باسم النيل.
    - نهر الرهد
    - نهر الدندر

  - النيل الابيض: يلتقي بحر الغزال مع نيل ألبرت القادم من بحيرة ألبرت، الذي يعرف في السودان باسم بحر الجبل. عند اتصال الفرعين (بحر الغزال وبحر الجبل) يمتد النيل لمسافة 720 كم (445 ميل) ويعرف فيها باسم النيل الأبيض، ويستمر النيل في مساره حاملا هذا الاسم حتى يدخل العاصمة السودانية الخرطوم ليلتقي بالنيل الأزرق القادم من الهضبة الإثيوبية.
    - نهر أدار
      - نهر يابوس

    - بحر الغزال
      - نهر جور
      - بحر الزراف
      - بحر الجبل
      - بحر العرب (دارفور)
        - نهر أدا
        - نهر لول

  - نهر السوباط:
    - نهر بارو
    - نهر بيبور:
      - نهر أكوبو

## تتدفق إلى البحر الأحمر
- نهر بركة

## تتدفق إلىأحواض مغلقة

### الصحراء الليبية
- وادي هور (بقايا النيل الأصفر، أحد روافد النيل القديمة)

### بحيرة كوندي
- نهر إبراهيم [1]